# Asia's Next Top Model (mùa 4)
Asia's Next Top Model, Mùa 4 là mùa giải thứ tư của chương trình Asia's Next Top Model. Trong đó 14 các cô gái đến từ toàn bộ các nước châu Á cạnh tranh và họ đến từ các nước như Indonesia, Philippines, Malaysia, Singapore, Thái Lan, Hàn Quốc, Mông Cổ, Myanmar và Việt Nam. Chương trình được công chiếu bắt đầu từ ngày 9/3/2016.
Giải thưởng của mùa này là:
- 1 hợp đồng người mẫu với Storm Model Management tại Luân Đôn
- Chụp ảnh bìa cho tạp chí Harper's Bazaar Singapore
- Ký hợp đồng làm gương mặt đại diện cho chiến dịch quảng cáo năm 2016 của TRESemmé
- Sở hữu 1 chiếc xe Subaru XV đời mới

Người chiến thắng của mùa này là Tawan Kedkong, 20 tuổi đến từ Thái Lan.
4 năm sau top 7 May Htet Aung đại diện Myanmar trở thành quán quân Asia's Next Top Model (mùa 8)  .

## Vòng sơ tuyển
Diễn ra tại 3 địa điểm:
- 20 tháng 9 tại JW Marriott Hotel Jakarta, Jakarta, Indonesia.
- 26 tháng 9 tại Pangea, Kaos City of Dreams, Manila, Philippines.
- 3 tháng 10 tại Space Convention Centre, Băng Cốc, Thái Lan.

Ngoài ra, còn có hình thức đăng kí và tuyển chọn trực tuyến nếu người dự thi không thể xuất hiện tại vòng sơ tuyển.

## Thí sinh
(Tính theo tuổi khi còn trong cuộc thi)
| Đại diện    | Thí sinh          | Tuổi | Chiều cao              | Bị loại ở | Hạng         |
| ----------- | ----------------- | ---- | ---------------------- | --------- | ------------ |
| Thái Lan    | Maya Goldman      | 22   | 1,73 m (5 ft 8 in)     | Tập 1     | 14           |
| Mông Cổ     | Tugs Saruul       | 24   | 1,80 m (5 ft 11 in)    | Tập 2     | 13           |
| Việt Nam    | Ngô Thị Quỳnh Mai | 20   | 1,73 m (5 ft 8 in)     | Tập 3     | 12           |
| Philippines | Gwen Ruais        | 26   | 1,80 m (5 ft 11 in)    | Tập 4     | 11           |
| Philippines | Alaiza Malinao    | 21   | 1,73 m (5 ft 8 in)     | Tập 4     | 10 (bỏ cuộc) |
| Hồng Kông   | Jessica Lam       | 21   | 1,76 m (5 ft 9+1⁄2 in) | Tập 5     | 9            |
| Indonesia   | Aldilla Zahraa    | 23   | 1,73 m (5 ft 8 in)     | Tập 6     | 8            |
| Myanmar     | May Htet Aung     | 17   | 1,75 m (5 ft 9 in)     | Tập 7     | 7            |
| Malaysia    | Tuti Noor         | 24   | 1,75 m (5 ft 9 in)     | Tập 9     | 6            |
| Singapore   | Angie Watkins     | 19   | 1,74 m (5 ft 8+1⁄2 in) | Tập 10    | 5            |
| Philippines | Julian Flores     | 25   | 1,74 m (5 ft 8+1⁄2 in) | Tập 12    | 4            |
| Indonesia   | Patricia Gunawan  | 25   | 1,68 m (5 ft 6 in)     | Tập 13    | 3–2          |
| Hàn Quốc    | Kim Sang In       | 23   | 1,76 m (5 ft 9+1⁄2 in) | Tập 13    | 3–2          |
| Thái Lan    | Tawan Kedkong     | 20   | 1,77 m (5 ft 9+1⁄2 in) | Tập 13    | 1            |

## Kết quả

### Thứ tự gọi tên
| 1  | Tuti     | Angie    | Sang In  | Tawan    | May      | Sang In  | Patricia | Patricia | Sang In  | Julian   | Patricia Sang In | Tawan            |  |  |  |
| 2  | Aldilla  | Mai Ngô  | Tuti     | Angie    | Sang In  | Tuti     | Tawan    | Angie    | Julian   | Tawan    | Patricia Sang In | Patricia Sang In |  |  |  |
| 3  | Alaiza   | Julian   | Patricia | Alaiza   | Patricia | Tawan    | Angie    | Tawan    | Patricia | Patricia | Tawan            | Patricia Sang In |  |  |  |
| 4  | Patricia | Alaiza   | Angie    | Patricia | Tuti     | May      | Julian   | Julian   | Angie    | Sang In  | Julian           |                  |  |  |  |
| 5  | Julian   | Sang In  | Jessica  | Tuti     | Tawan    | Angie    | Sang In  | Sang In  | Tawan    | Angie    |                  |                  |  |  |  |
| 6  | May      | May      | Tawan    | Julian   | Angie    | Patricia | Tuti     | Tuti     | Tuti     |          |                  |                  |  |  |  |
| 7  | Mai Ngô  | Tuti     | Aldilla  | May      | Aldilla  | Julian   | May      |          |          |          |                  |                  |  |  |  |
| 8  | Sang In  | Tawan    | May      | Jessica  | Julian   | Aldilla  |          |          |          |          |                  |                  |  |  |  |
| 9  | Tawan    | Aldilla  | Julian   | Sang In  | Jessica  |          |          |          |          |          |                  |                  |  |  |  |
| 10 | Tugs     | Patricia | Alaiza   | Aldilla  |          |          |          |          |          |          |                  |                  |  |  |  |
| 11 | Jessica  | Gwen     | Gwen     | Gwen     |          |          |          |          |          |          |                  |                  |  |  |  |
| 12 | Angie    | Jessica  | Mai Ngô  |          |          |          |          |          |          |          |                  |                  |  |  |  |
| 13 | Gwen     | Tugs     |          |          |          |          |          |          |          |          |                  |                  |  |  |  |
| 14 | Maya     |          |          |          |          |          |          |          |          |          |                  |                  |  |  |  |

     Thí sinh thắng cuộc
     Thí sinh được miễn loại
     Thí sinh bị loại
     Thí sinh dừng cuộc thi
     Thí sinh bị loại nhưng được cứu

### Điểm
| Xếp hạng | Người mẫu | Tập  | Tập  | Tập  | Tập  | Tập  | Tập  | Tập  | Tập  | Tập  | Tập  | Tập  | Tập       | Tổng điểm | Trung bình |
| Xếp hạng | Người mẫu | 1    | 2    | 3    | 4    | 5    | 6    | 7    | 8    | 9    | 10   | 12   | 13        | Tổng điểm | Trung bình |
| -------- | --------- | ---- | ---- | ---- | ---- | ---- | ---- | ---- | ---- | ---- | ---- | ---- | --------- | --------- | ---------- |
| 1        | Tawan     | 25.3 | 24.8 | 28.5 | 46.0 | 36.0 | 31.8 | 40.0 | 42.3 | 33.0 | 38.3 | 41.5 | QUÁN QUÂN | 387.5     | 35.22      |
| 2-3      | Patricia  | 31.5 | 20.8 | 27.0 | 34.0 | 39.5 | 25.0 | 47.5 | 46.0 | 38.8 | 38.0 | 43.0 | Á QUÂN    | 391.1     | 35.55      |
| 2-3      | Sang In   | 26.3 | 27.0 | 40.0 | 20.0 | 46.5 | 36.5 | 37.0 | 30.0 | 45.3 | 35.3 | 43.0 | Á QUÂN    | 386.9     | 35.17      |
| 4        | Julian    | 30.7 | 34.5 | 25.0 | 33.0 | 30.0 | 24.8 | 38.5 | 39.3 | 43.5 | 46.8 | 40.0 |           | 386.1     | 35.10      |
| 5        | Angie     | 18.0 | 38.8 | 32.7 | 45.0 | 31.3 | 27.5 | 39.5 | 45.5 | 33.5 | 31.0 |      |           | 342.8     | 34.28      |
| 6        | Tuti      | 37.5 | 26.0 | 37.0 | 34.0 | 37.7 | 34.0 | 31.0 | 29.0 | 32.0 |      |      |           | 298.2     | 33.13      |
| 7        | May       | 29.2 | 26.0 | 25.5 | 31.0 | 48.0 | 28.5 | 30.0 |      |      |      |      |           | 218.2     | 31.17      |
| 8        | Aldilla   | 33.2 | 23.1 | 36.5 | 19.0 | 30.5 | 24.3 |      |      |      |      |      |           | 166.6     | 27.76      |
| 9        | Jessica   | 19.0 | 16.0 | 30.1 | 28.0 | 23.0 |      |      |      |      |      |      |           | 116.1     | 23.22      |
| 10       | Alaiza    | 32.5 | 31.0 | 23.5 | 35.0 |      |      |      |      |      |      |      |           | 122.0     | 30.50      |
| 11       | Gwen      | 17.3 | 20.3 | 22.0 | 15.0 |      |      |      |      |      |      |      |           | 74.6      | 18.65      |
| 12       | Mai Ngo   | 27.5 | 35.0 | 18.0 |      |      |      |      |      |      |      |      |           | 80.5      | 26.83      |
| 13       | Tugs      | 18.5 | 13.0 |      |      |      |      |      |      |      |      |      |           | 31.5      | 15.75      |

     Thí sinh có điểm cao nhất tuần
     Thí sinh được miễn loại
     Thí sinh thắng cuộc
     Thí sinh dừng cuộc thi
     Thí sinh bị loại
     Thí sinh bị loại do phạm luật
     Thí sinh bị loại nhưng được cứu

## Liên kết
- Official website Lưu trữ ngày 27 tháng 9 năm 2015 tại Wayback Machine
- https://web.archive.org/web/20150320172310/http://www.starworldasia.tv/Programmes/AsiasNextTopModel/Guide Asia's Next Top Model on STAR World]